# 魚漿

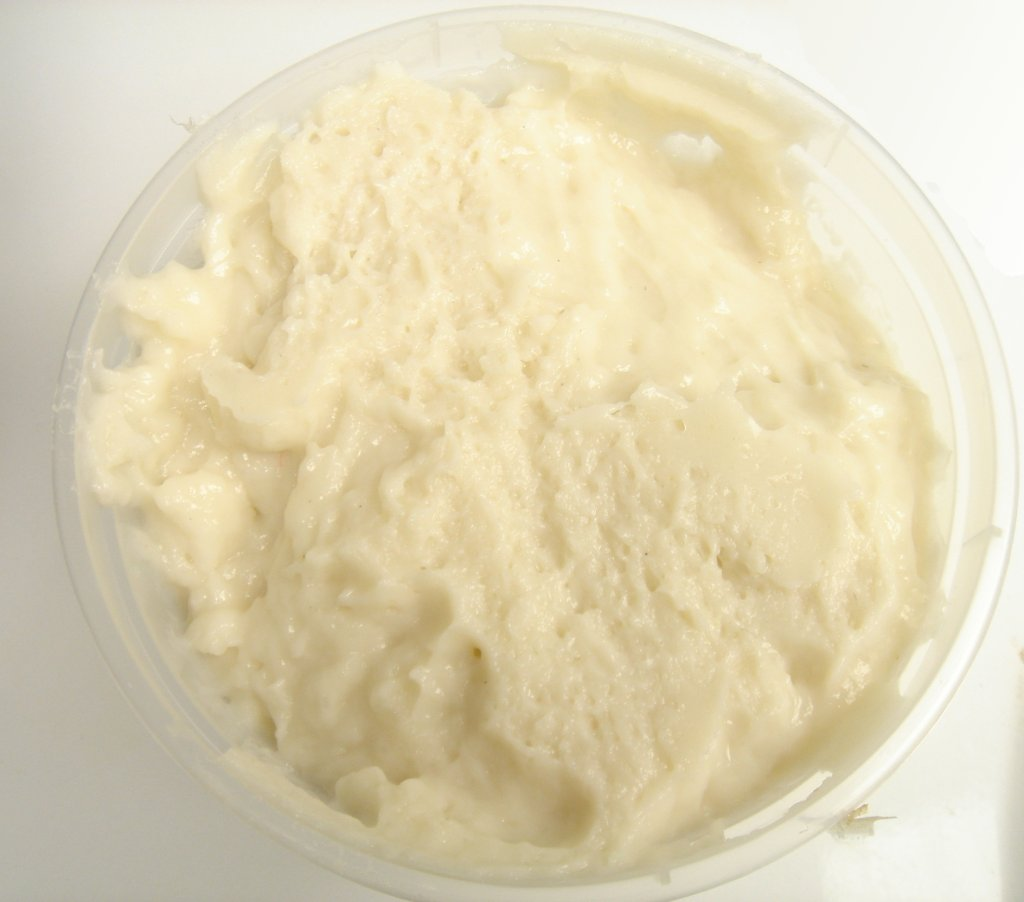
未成型的鱼浆

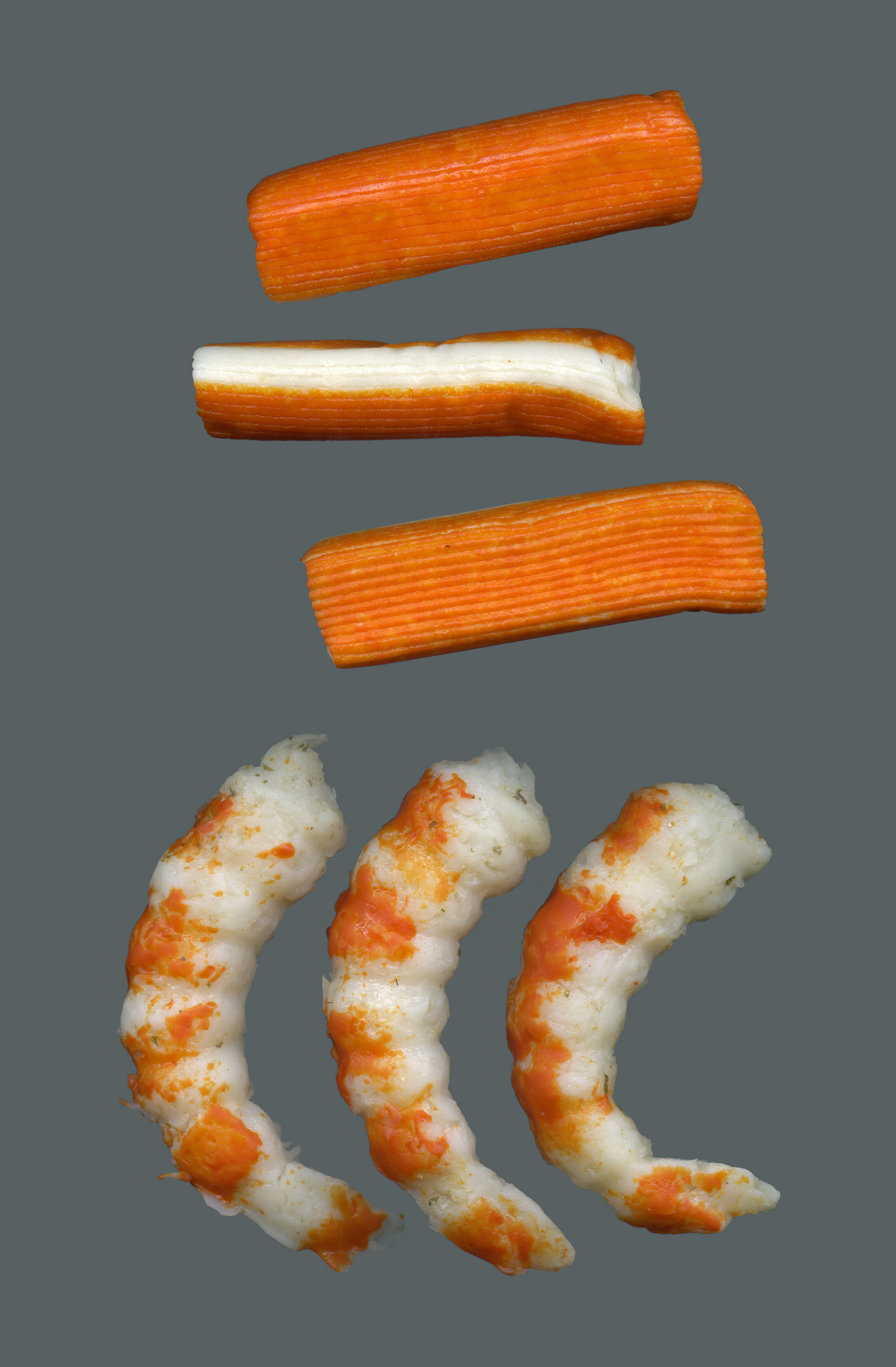
魚漿所制成的“蟹肉棒”和仿虾

魚漿（surimi）、魚羹、為一種魚肉为主要原料製成的食品。做法是混合魚肉去皮、剔骨、加澱粉、攪拌而製成。主要以近水地区新鲜小杂鱼加0.1%～0.3%食盐後粉碎研磨，使其中盐溶性蛋白肌球蛋白溶解出来所形成。
鱼糜（surimi）是一种将海水鱼或淡水鱼经过去头、去内脏、采肉、漂洗、精滤、脱水、斩拌的工艺，形成鱼糜，成为鱼肉制品（比如鱼丸、蟹味棒等产品）的原料。现代的冷冻鱼糜发明于1960年代的日本，目前世界上生产冷冻鱼糜的主要国家是美国、中国、越南、马来西亚、印度尼西亚、印度等。主要品种有：铜盆鱼糜、金线鱼糜、带鱼糜、混合杂鱼糜。淡水鱼糜仅在中国有生产。目前国际上冷冻鱼糜总的产量大约在80万吨。
魚漿和鱼糜是許多加工食品的原料，如中式的肉羹、魚丸、花枝丸，日式的魚板、甜不辣等都是以魚漿或鱼糜為原料的加工食品。

## 历史
福建饮食有悠久的制作魚羹用于煮汤的传统，也用其加热定型后制作鱼丸。1115年时日本人开始将鱼浆用于制作蒲鉾，也是一种成型制品。在日本，鱼浆常使用附近海域常有的阿拉斯加鳕。1960年前的传统鱼糜食物有薩摩炸魚餅、竹輪、hanpen等。:4–5
冷冻鱼糜的技术出现较晚。二战后1945—1950年间日本鳕鱼大丰收时就有北海道厂商尝试冷冻鱼糜，但因冰晶破坏蛋白质结构影响口感无法商业化。北海道渔业研究站的K. Nishiya首先发现加入盐可以防止冷冻产生空洞、如海绵的口感。1969年，Nishitani Yōsuke发现加入蔗糖、甘露醇等糖类可以保护细胞，稳定鱼的肌動凝蛋白，且不像盐那样会让蛋白质变性。:6–7
美国1976年的Magnuson–Stevens Fishery Conservation and Management Act导致美国本土出现日本合资的鱼糜企业。日本在1973—75年发明蟹肉棒，虽然在本地不甚流行，但在海外极受欢迎，打开了鱼糜外销大的大门。1980年代开始，鱼糜开始可以使用其他种类的鱼制作。在日本的技术支持下，1984年，美国在科特迪亚岛建立鱼糜工厂, 加拿大在1995年亦然。:6–9

## 化学性质

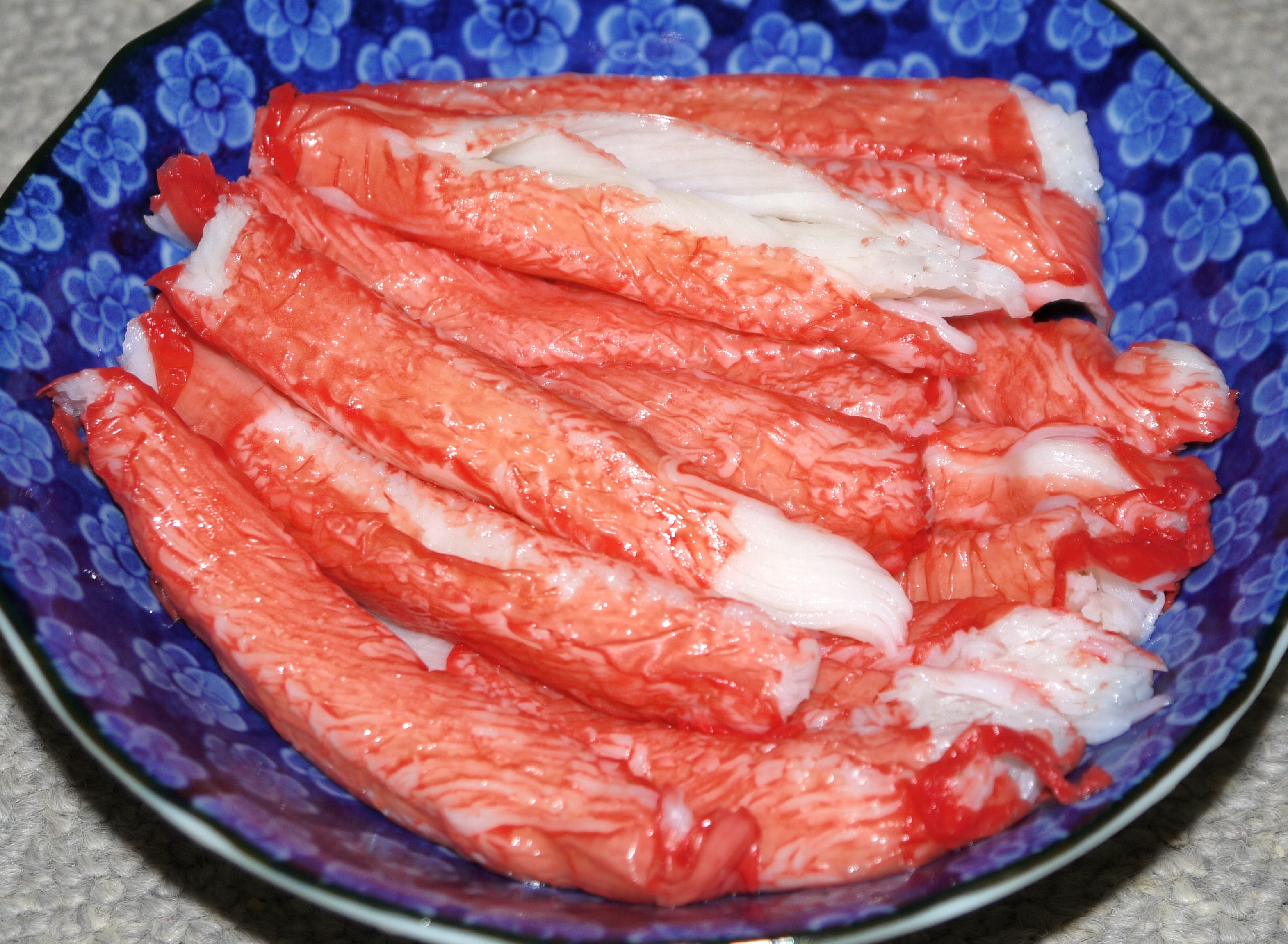
一种高端蟹肉棒

### 组分
美国农业部全美营养成分数据库显示，鱼糜（按重量）含76%水、15%蛋白质、6.85%碳水化合物、0.9%脂肪。

### 固化反应
加热鱼糜会导致肌凝蛋白聚合，从而使产品固化。鱼的物种对于固化性质极其重要，例如高脂肪的pelagic fish就缺少此类热凝蛋白，不用来做鱼糜。
亚洲鱼丸曾经使用四硼酸鈉(硼砂）提升口感（弹牙）、维持水含量。此做法已在包括台湾的多个国家和地区禁止，但台湾2008年研究显示仍有作坊偷偷使用。合法的聚磷酸盐有类似的效果，并且没有硼砂的毒性。